# Santuário Yasaka
Santuário Yasaka (八坂神社, Yasaka-jinja) , antes chamado de Santuário Gion (祇園神社, Gion-jinja) , é um santuário xintoísta no distrito de Gion, em Quioto, Japão . Situado no extremo leste da Shijō-dōri (Quarta Avenida), o santuário inclui vários edifícios, incluindo portões, um salão principal e um palco. O santuário Yasaka é dedicado a Susanoo na tradição da fé Gion como seu principal kami, com sua consorte Kushinadahime no leste, e oito divindades descendentes (yahashira no mikogami) no oeste. O yahashira no mikogami inclui Yashimajinumi no kami, Itakeru no kami, Ōyatsuhime no kami, Tsumatsuhime no kami, Ōtoshi no kami, Ukanomitama no kami, Ōyatsuhiko no kami e Suseribime no mikoto. 

## História
A construção inicial do Santuário começou em 656. O Santuário tornou-se objeto de patrocínio imperial durante o início do período Heian . 
De acordo com o Engishiki Jinmyocho, o muito menos conhecido Santuário Nunakuma em Fukuyama é a fonte pela qual Gozu Tenno entrou no Santuário Yasaka através de Kanjo.  (p124)
Em 965, o imperador Murakami ordenou que mensageiros imperiais fossem enviados para relatar eventos importantes aos kami guardiões do Japão. Esses heihaku foram inicialmente apresentados a 16 santuários;  e em 991, o Imperador Ichijō adicionou mais três santuários à lista de Murakami. Três anos depois, em 994, Ichijō refinou o escopo dessa lista adicionando o Santuário Umenomiya e o Santuário Gion. 
De 1871 a 1946, o Santuário Yasaka foi oficialmente designado como um dos Kanpei-taisha (官幣大社) , o que significa que estava na primeira categoria dos santuários apoiados pelo governo. 

## Matsuri
No ano de 869, uma terrível epidemia fez com que o Imperador convocasse um ritual xintoísta para apaziguar os espíritos vingativos que se acreditava serem a causa. Os representantes usaram 66 lanças ( hoko ou 鉾) para cada uma das 66 regiões do país naquela época, num ritual xintoísta chamado goryo-e (御霊会) em Shinsenen, um lago no Palácio Imperial naquela época. Eventualmente, o ritual tornou-se um evento anual conhecido como Gion Goryo-e, e depois Gion Matsuri, associado ao Santuário de Gion, no distrito de Gion, em Quioto. As lanças ficaram decoradas, aumentadas e eventualmente se transformaram nos famosos carros alegóricos Gion Matsuri yamaboko (山鉾).  Estes viajam pelas ruas centrais de Quioto, assim como os mikoshi (santuários portáteis) do Santuário Yasaka, para purificar as ruas e afastar quaisquer potenciais epidemias ou outros danos. O Gion Matsuri acontece todo mês de julho.
Hoje, além de sediar o Gion Matsuri, o Santuário Yasaka recebe milhares de pessoas todo Ano Novo, para rituais e celebrações tradicionais do Ano Novo Japonês. Em abril, as multidões passam pelo templo a caminho do Parque Maruyama, um popular local de hanami (contemplação das flores de cerejeira). Lanternas decoram o palco com os nomes dos patrocinadores do festival.

## Galeria

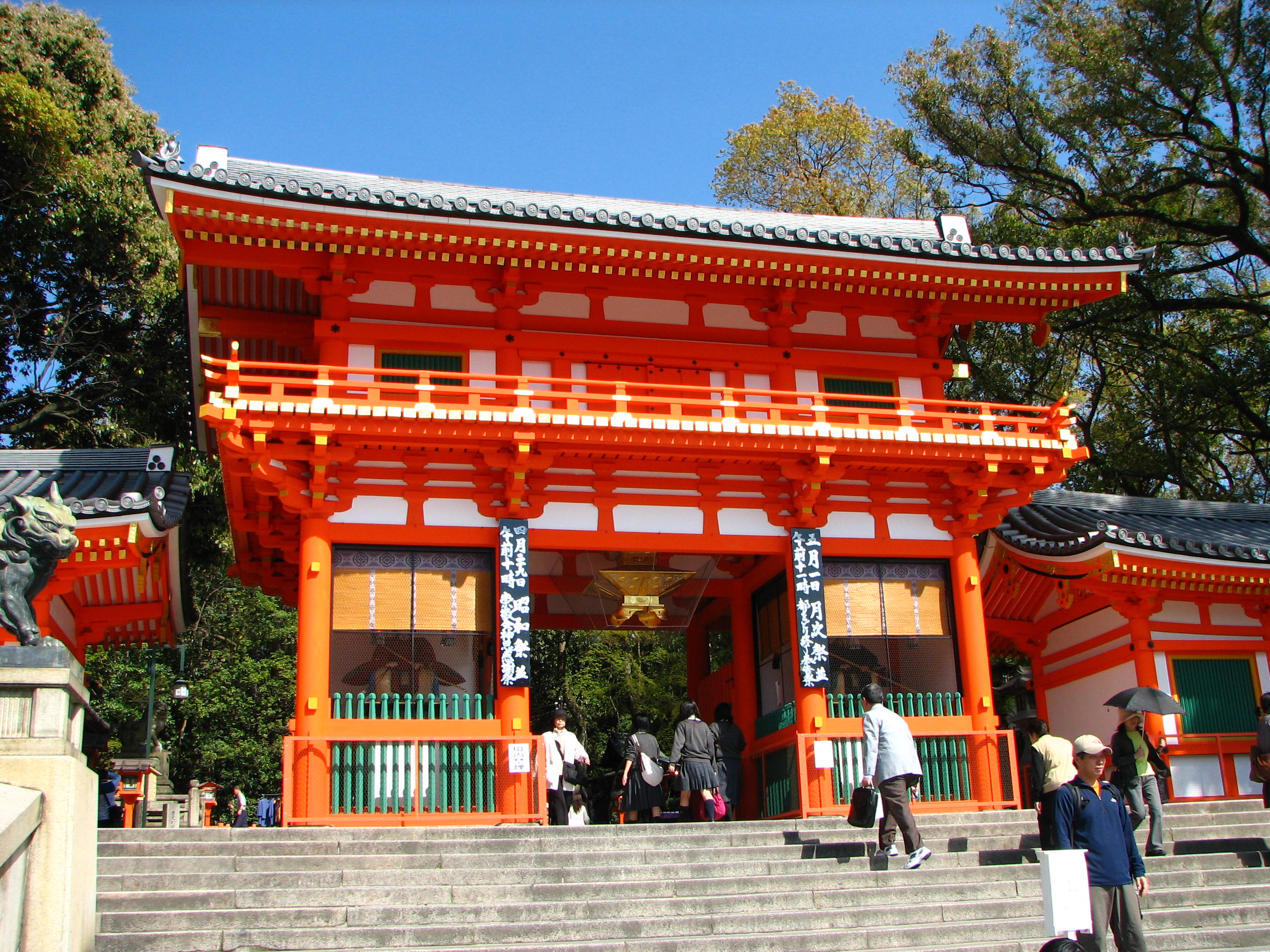
Portão principal do Santuário de Yasaka
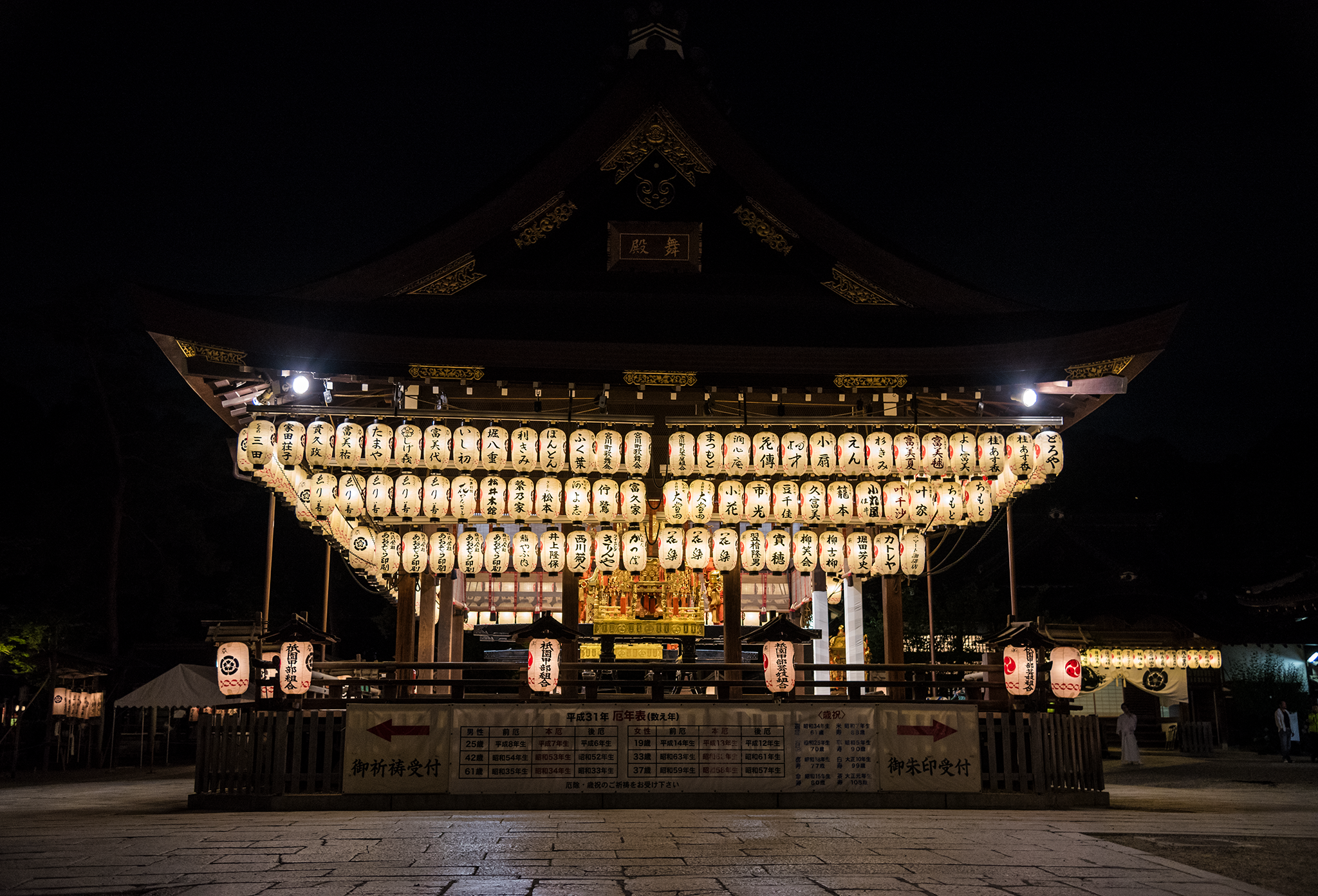
Palco à noite durante o Gion Matsuri anual.
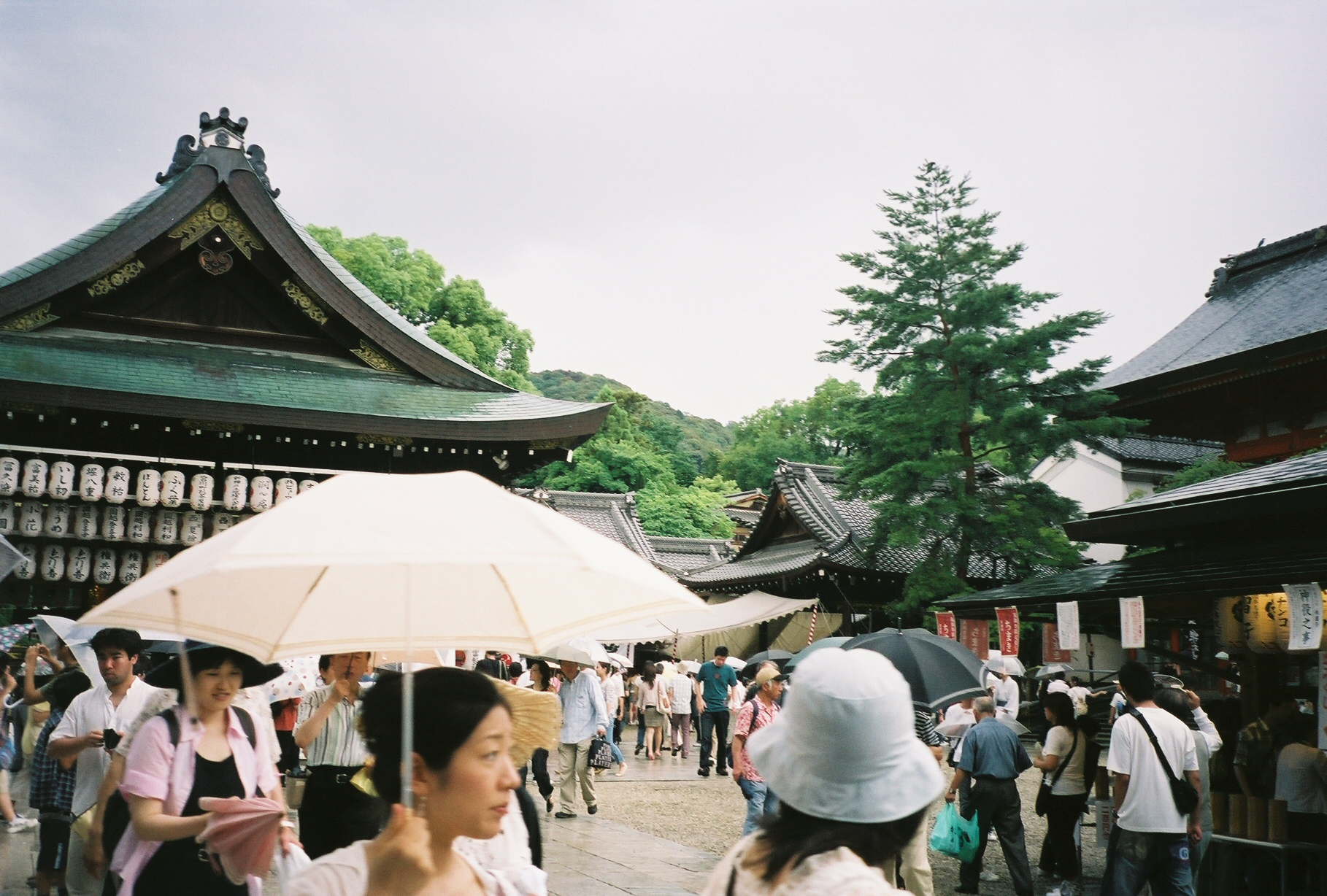
Multidões durante o Gion Matsuri.
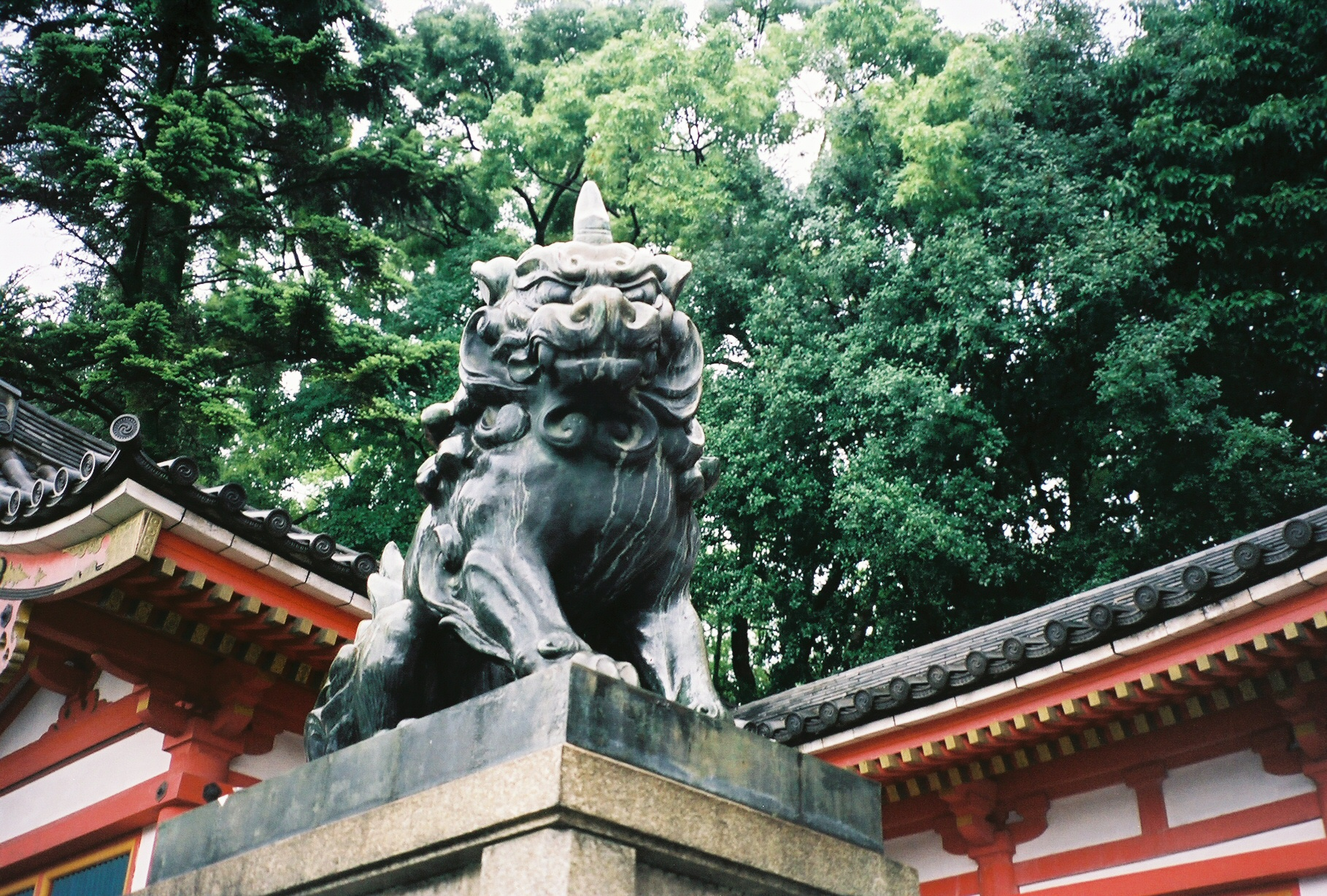
Uma estátua fora do santuário.
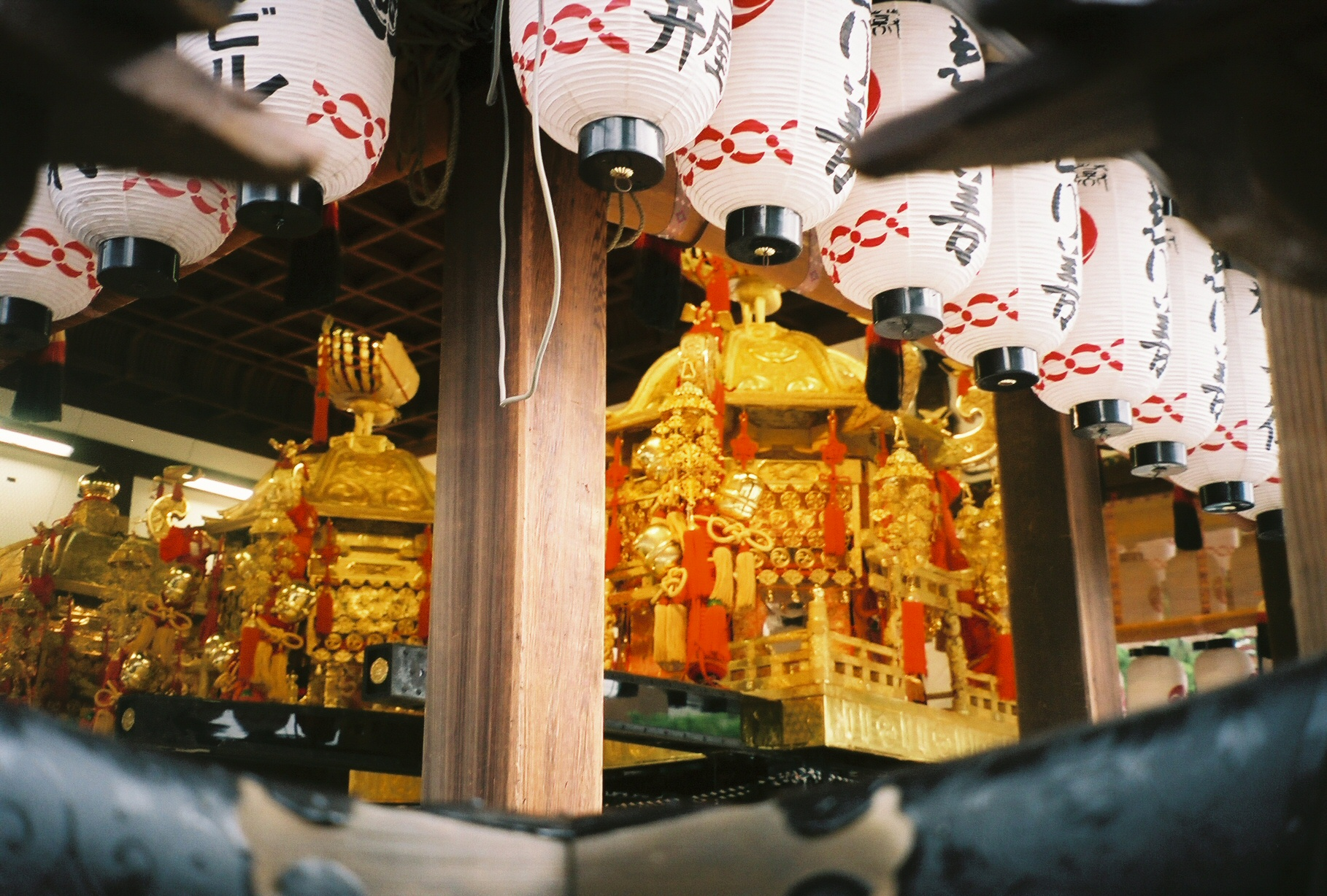
O mikoshi do santuário Yasaka, exibido em parte do Gion Matsuri na segunda semana de julho.